# Фоминское (Удомельский район)
Фоминское — деревня в Удомельском городском округе Тверской области.

## География
Деревня находится в северной части Тверской области на расстоянии приблизительно 23 км на северо-запад по прямой от железнодорожного вокзала города Удомля.

## История
Деревня известна с 1478 года. Дворов (хозяйств) было 12 (1859 год), 24 (1886), 18 (1911),26 (1958), 20 (1986), 15 (1999). В советский период истории здесь действовали колхозы Первомайский", «Ударник», им. Жданова и «Бережок». До 2015 года входила в состав Котлованского сельского поселения до упразднения последнего. С 2015 года в составе Удомельского городского округа.

## Население
Численность населения: 100 человек (1859 год), 130 (1886), 119 (1911), 78 (1958), 39 (1986), 28 (1999), 20 (русские 100 %) в 2002 году, 14 в 2010.